# Bosc Urbà de Palma
El Bosc Urbà de Palma és un parc urbà planificat el 2015 i en construcció des de 2018. És al Districte de Ponent de Palma (Mallorca, Illes Balears), a l'espai ocupat per dues instal·lacions esportives avui en desús, el Canòdrom Balear i el Velòdrom de Tirador, al barri del Fortí. La primera fase es va acabar al juliol de 2022 i la segona es preveu que es dugui a terme entre 2026 i 2028.

## Història

### Precedents: la Falca Verda
A principi del segle xxi l'Ajuntament de Palma va començar a planificar un extens parc ciutadà denominat sa Falca Verda en uns terrenys on feia dècades que es preveia construir-lo. Entre altres terrenys, aquest futur espai havia d'abastar els terrenys de dues instal·lacions esportives ja clausurades: el Velòdrom de Tirador, clausurat el 1973, i el Canòdrom Balear, tancat el 1999.
El 2002 es va aprovar el projecte dissenyat per l'arquitecte Manuel Ribas Piera, el qual preveia diverses fases d'execució, una de les quals comprenia el Canòdrom i el Velòdrom i preveia la substitució de les antigues estructures esportives per una nova urbanització, similar al disseny de la resta del parc.
El 2005 varen començar les obres amb la construcció d'una part del projecte: el denominat Parc de la Riera, que va obrir les portes el 2007. La construcció de la resta de sa Falca Verda va romandre aturada. En concret, en el cas del futur Bosc Urbà perquè l'expropiació del Canòdrom no es va poder assolir fins a 2008 i la del Velòdrom, fins a 2015.

### Nou disseny. El Bosc Urbà
El 28 de desembre de 2015 l'ajuntament va presentar un nou projecte per a la zona: el denominat Bosc Urbà. Aquest nou pla separava els terrenys de la resta de la Falca Verda, els reconfigurava com un parc diferenciat de la resta; substituïa el projecte original per un altre de l'arquitecta Isabel Bennasar que conservava les antigues estructures esportives i preveia enjardinar la zona prenent-les com a base, a més d'augmentar la superfície dedicada a l'arbrat i vegetació en relació amb el projecte original de Ribas Piera.
Les obres no van pas començar en el termini previst i el 14 de febrer de 2017 el projecte es va tornar a presentar, ara dividit en dues fases i que començaria a executar-se als terrenys del Canòdrom. Aquest nou projecte tampoc va començar en el temps previst.

### Execució
Les obres del Bosc Urbà varen començar el 27 de juliol de 2018 en la seva primera fase, corresponent al Canòdrom. Es preveia que duressin dotze mesos i, a continuació, es executés la segona fase corresponent al Velòdrom. Però els terminis varen allargar-se més de l'esperat en diverses ocasions, de manera que la primera fase de la zona verda no va obrir-se al públic fins al 29 de juliol de 2022. Quant a la segona fase, corresponent al velòdrom, fou presentada oficialment el 22 de maig de 2025, segons disseny de les arquitectes Isabel Bennasar i Corina Dîndăreanu, i es preveu dur-lo a terme entre 2026 i 2028.

## Descripció
Tot i la denominació de bosc, les dimensions es corresponen més amb les d'un parc urbà, atès que quan estigui completament enllestit l'espai tindrà un total aproximat de 34.000 metres quadrats, format pels 16.000 del Canòdrom i 18.000 del Velòdrom (per fer una comparativa el principal pulmó verd de la ciutat, el Bosc de Bellver, supera el milió de metres quadrats). En canvi el pla és força diferent al de la resta de parcs de la ciutat, atès que es caracteritza per una superfície bàsicament tova, arbòria i escassament pavimentada (a excepció dels accessos), en comparació amb la resta dels principals parcs de la ciutat, la qual cosa sí l'emparentaria conceptualment amb superfícies com el bosc de Bellver.
El solar del futur parc té forma irregular i s'estén al llarg del tram del torrent de la Riera que transcorre entre els barris del Fortí i de Bons Aires. El perímetre el marquen el carrer de Miquel dels Sants Oliver (oest), les instal·lacions militars del Fortí (nord), els carrers de Jesús i Carles I (est), i l'IES Ramon Llull i l'edifici de la Riera (UIB), al sud.
En la primera fase del parc, corresponent al Canòdrom, s'han plantat 280 arbres: alzines, aurons, lledoners, oliveres, oms, pins, pollancres, roures i xiprers, a més de la plantació d'arbustos com ara arboç, gespa, ginesta, llorer i mata, entre d'altres. Incorpora sistemes de drenatge perquè l'aigua de pluja s'autogestioni, complementat amb sistemes de reg d'aigua regenerada. A més de mobiliari urbà i recorreguts per a vianants, eliminació de barreres arquitectòniques entrades al parc connectades amb els carrers confrontants. Tot el parc serà travessat pel torrent de la Riera i per comunicar les dues parts del Bosc Urbà s'habilitaran dues passarel·les.
Atès el lloc estratègic, prop d'importants centres educatius (el Col·legi Lluís Vives i els instituts IES Ramon Llull i IES Joan Alcover, entre d'altres), del centre històric i de fàcil accés (prop de les Avingudes de Palma) tot fa preveure que sigui una zona verda molt freqüentada, especialment per infants i adolescents.